# Mokhtar Dahari
Mokhtar Dahari (ur. 13 listopada 1953 w Setapak, zm. 11 lipca 1991 w Subang Jaya) – malezyjski piłkarz, który występował na pozycji napastnika.
Przez całą karierę był związany z malezyjskim klubem Selangor FA, gdzie w trakcie 15 lat gry zdobył 177 bramek. W latach 1972–1985 reprezentant Malezji w barwach której rozegrał 142 mecze, w których strzelił 89 goli i jest najskuteczniejszym piłkarzem w historii reprezentacji.
Po zakończeniu kariery stwierdzono u niego stwardnienie zanikowe boczne. Zmarł w wieku 37 lat 11 lipca 1991 na Subang Jaya Medical Centre o godzinie 8:25 z powodu dystrofii mięśniowych.